# Žuža Egrenyi
Žuža Egrenyi (Dubrovnik, 31. prosinca 1932. – 2019.) bila je hrvatska kazališna, televizijska i filmska glumica.

## Filmografija

### Televizijske uloge
- "Klupa na Jurjevskom" kao teta Tereza (1972.)
- "Đavolje sjeme" (1979.)
- "Luka" kao teta Mila (1992.)
- "Zora dubrovačka" kao starica u procesiji (2013.)
- "Storije o neponovljivima" kao sudionica dokumentarca (2017.)

### Filmske uloge
- "Vučjak" (1961.)
- "Moja strana svijeta" (1969.)
- "Novela od kapetana" (1980.)
- "Zločin u školi" (1982.)
- "Dubrovački škerac" (2001.)
- "Holding" kao nona (2001.)
- "Tri priče o nespavanju" (2008.)
- "Lea i Darija" kao Darija Gasteiger (starica) (2011.)

## Vanjske poveznice
- Žuža Egrenyi u internetskoj bazi filmova IMDb-u (engl.)